# Myxobolus hypseleotris
Myxobolus hypseleotris is een microscopische parasiet uit de familie Myxobolidae. Myxobolus hypseleotris werd in 1998 beschreven door Chen, in Chen & Ma. 